# 1888 a tudományban
Az 1888. év a tudományban és a technikában.

## Események
- Fridtjof Nansen norvég sarkkutató expedíciója öt társával együtt elsőként szeli át síléccel Grönlandot

## Születések
- január 8. – Richard Courant német származású, később amerikaivá lett matematikus, matematika-történész († 1972)
- február 8. – Korach Mór Kossuth-díjas vegyészmérnök, az MTA tagja, a műszaki kémia úttörő alakja († 1975)
- február 17. – Otto Stern német származású, később az Egyesült Államokba emigrált Nobel-díjas fizikus († 1969)
- június – Alekszandr Alekszandrovics Friedman orosz matematikus, geofizikus (Friedmann–Lemaître–Robertson–Walker-metrika) († 1925)
- november 10. – Andrej Nyikolajevics Tupoljev szovjet, orosz repülőgép-tervező († 1972)
- november 15. – Harald Ulrik Sverdrup norvég meteorológus és tengerkutató, a modern fizikai oceanográfia „alapító atyja” († 1957)

## Halálozások
- május 21. – Friedrich Clemens Gerke német feltaláló, a telegráf kifejlesztésének úttörője (* 1801)
- augusztus 23. – Philip Henry Gosse angol tudományos író (* 1810)
- augusztus 24. – Rudolf Clausius német fizikus, matematikus, a termodinamika tudományának egyik alapítója  (* 1822)
- október 21. – Kriesch János biológus, zoológus, mezőgazdász, az MTA tagja, a darwinizmus, illetve a szociáldarwinizmus egyik első magyarországi képviselője (* 1834)
- november 1. – Nyikolaj Mihajlovics Przsevalszkij orosz felfedező. (* 1839)
- december 3. – Carl Zeiss német finommechanikai és optikai műszerész, vállalkozó, a Carl Zeiss AG. alapítója (* 1816)